# 임진각로
임진각로(臨津閣路)는 파주시 문산읍 임진각 입구 삼거리에서 임진각 주차장까지 잇는 도로이다.